# Glanes
Glanes is een gemeente in het Franse departement Lot (regio Occitanie) en telt 292 inwoners (2005). De plaats maakt deel uit van het arrondissement Figeac.

## Geografie
De oppervlakte van Glanes bedraagt 2,7 km², de bevolkingsdichtheid is 108,1 inwoners per km².

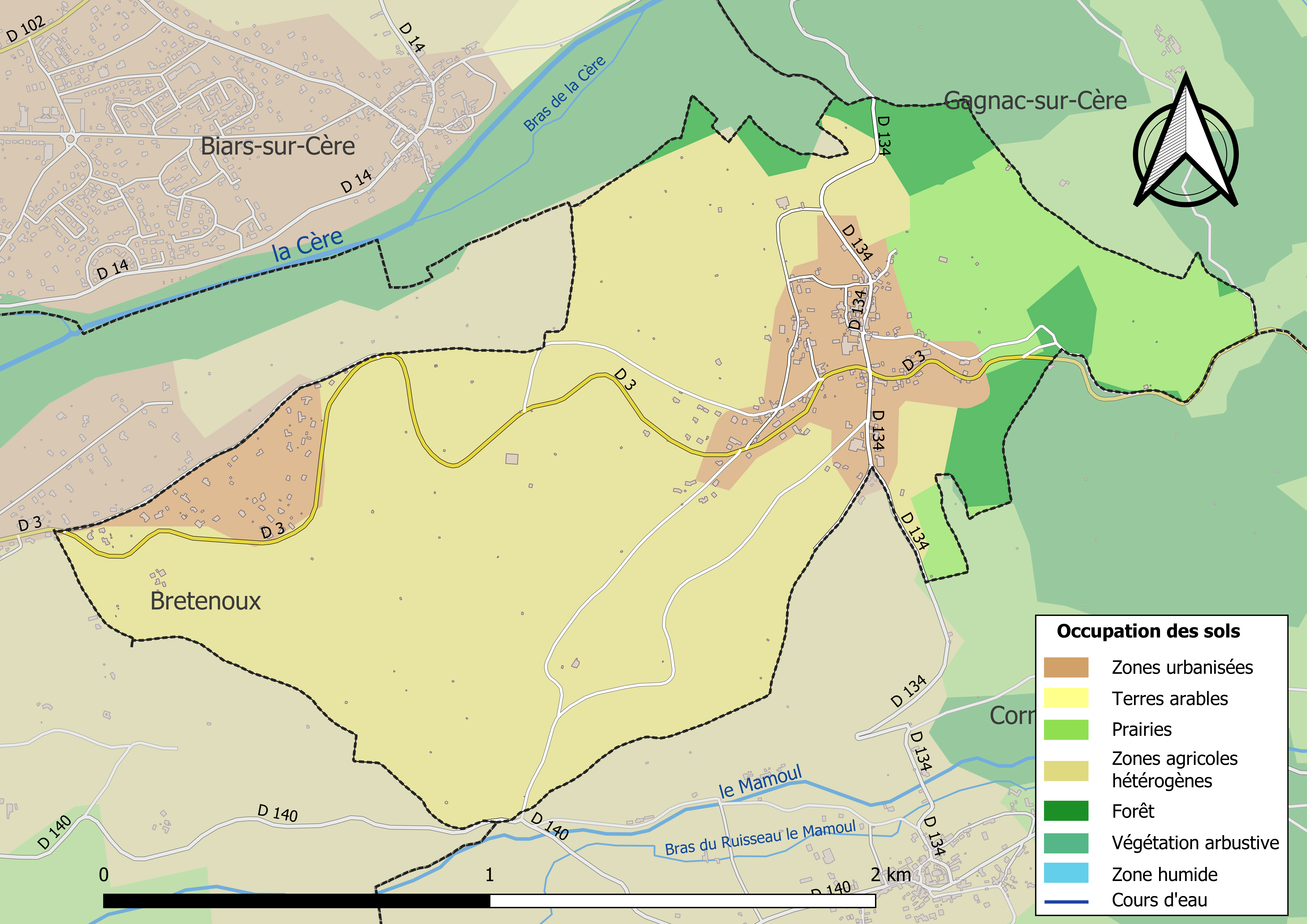
Kaart van de gemeente met de belangrijkste infrastructuur, bodemgebruik en omliggende gemeenten

## Demografie
Onderstaande figuur toont het verloop van het inwonertal (bron: INSEE-tellingen).